# Dzień, w którym Heniś poznał...
Dzień, w którym Heniś poznał... (ang. The Day Henry Met…) – irlandzki serial animowany dla dzieci emitowany w 2015 roku.
W Polsce serial emitowano na kanałach: Nick Jr. (od 23 stycznia 2017 roku), Nickelodeon Polska (od 4 marca 2017 roku) oraz TVP ABC (do 2018 roku).

## Treść
Heniś, to czteroletni chłopiec, który codziennie poznaje coś nowego. Może to być odkurzacz, samochód, wieloryb. Każda ze spotkanych rzeczy z nim rozmawia i opowiada o swoim problemie, z którym nie może sobie poradzić. Chłopiec rozwiązuje problem i przy okazji uczy się nowych rzeczy.

## Wersja polska
Wersja polska: na zlecenie Nickelodeon Polska – Master Film

Wystąpili:
- Igor Borecki – Heniś
- Małgorzata Boratyńska –
  - mama Henisia,
  - szczoteczka do zębów (odc. 39)
- Agnieszka Fajlhauer –
  - piłka (odc. 1),
  - tęcza (odc. 40)
- Piotr Zelt –
  - niebieski but (odc. 1),
  - zegar (odc. 8),
  - monster truck (odc. 32),
  - teleskop (odc. 33)
- Aleksander Mikołajczak –
  - czerwony but (odc. 1),
  - ponton (odc. 9),
  - księżyc (odc. 26)
- Łukasz Talik –
  - stadion (odc. 1),
  - morski potwór (odc. 3),
  - szkielet (odc. 5),
  - głaz (odc. 7),
  - komoda (odc. 10),
  - van pocztowy (odc. 10),
  - dźwig (odc. 11),
  - lew (odc. 11),
  - nos klauna (odc. 12),
  - cylinder (odc. 12),
  - kanion (odc. 13),
  - okręt podwodny (odc. 14),
  - rekin (odc. 14),
  - termos (odc. 15),
  - głos z radia (odc. 17),
  - wąż strażacki (odc. 20),
  - rysunek techniczny (odc. 21),
  - kozioł górski (odc. 23),
  - auto (odc. 24),
  - krzesło sędziego (odc. 34),
  - aparat fotograficzny (odc. 42)
- Marcin Przybylski – tarcza (odc. 2)
- Klaudiusz Kaufmann –
  - rycerska zbroja (odc. 2),
  - keyboard (odc. 4),
  - wieża kontroli lotów (odc. 6),
  - wahadło (odc. 8),
  - delfin (odc. 9),
  - pies (odc. 10),
  - szufla (odc. 13)
- Hanna Kinder-Kiss –
  - zamek (odc. 2),
  - hipka (odc. 11),
  - mama leniwiec (odc. 11),
  - dama (odc. 19),
  - torba golfowa (odc. 29),
  - dozownik lodów waniliowych (odc. 30),
  - tyranozaurzyca (odc. 31),
  - gwiazdozbiór wielkiej niedźwiedzicy (odc. 33),
  - kłoda (odc. 42),
  - szkoła (odc. 44)
- Barbara Kałużna –
  - bagno (odc. 2),
  - bagażówka (odc. 8),
  - kasa (odc. 12),
  - kotwica (odc. 14),
  - mama świnka (odc. 15),
  - hula-hoop (odc. 19),
  - chmura (odc. 22)
- Maksymilian Michasiów –
  - miecz (odc. 2),
  - mapa skarbu (odc. 3),
  - antyczny błękitny diament (odc. 7),
  - jeden z trybików zegara (odc. 8),
  - osioł (odc. 9),
  - jeż (odc. 10),
  - drogowskaz (odc. 11),
  - obręcze (odc. 12),
  - kaktus (odc. 13),
  - konik morski (odc. 14),
  - kaczka #2 (odc. 15),
  - żarówka (odc. 16),
  - oliwiarka (odc. 17),
  - dzwonek (odc. 20),
  - drzewko (odc. 22),
  - mostek (odc. 23),
  - termometr (odc. 24),
  - rakieta (odc. 26)
- Krzysztof Plewako-Szczerbiński –
  - smok (odc. 2),
  - dmuchany zamek (odc. 28),
  - putter (odc. 29),
  - bunkier (odc. 29),
  - osioł (odc. 30),
  - triceratops (odc. 31),
  - podnośnik (odc. 32),
  - gwiazdozbiór byka (odc. 33),
  - rakieta tenisowa #3 (odc. 34),
  - komputer (odc. 42),
  - kompostownik (odc. 44)
- Janusz Wituch –
  - papuga (odc. 3),
  - królik (odc. 19),
  - drzewo (odc. 20)
- Maciej Kosmala –
  - luneta (odc. 3),
  - jeden z trybików zegara (odc. 8),
  - leżak (odc. 30),
  - nowa rakieta tenisowa (odc. 34)
- Radosław Pazura – gitara (odc. 4)
- Paweł Ciołkosz –
  - keytar (odc. 4),
  - samolot (odc. 6)
- Adam Krylik –
  - gitara basowa (odc. 4),
  - kuter (odc. 16),
  - strach na wróble (odc. 18)
- Brygida Turowska – perkusja (odc. 4)
- Anna Gajewska –
  - mikroskop (odc. 5),
  - brokuł (odc. 36)
- Przemysław Stippa – posąg (odc. 7)
- Bartosz Wesołowski – koło ratunkowe (odc. 9)
- Malwina Jachowicz – list (odc. 10)
- Bożena Furczyk – telefon (odc. 10)
- Izabella Bukowska-Chądzyńska –
  - panda (odc. 11),
  - krowa (odc. 18),
  - imbryczek (odc. 50)
- Julia Kołakowska-Bytner –
  - gazela (odc. 11),
  - słonica (odc. 11),
  - piłeczka (odc. 16),
  - rękawice (odc. 25),
  - podstawka pod piłkę golfową (odc. 29),
  - wiadereczko (odc. 30),
  - wkrętarka (odc. 32),
  - sklep (odc. 44)
- Adam Pluciński – balon (odc. 12)
- Anna Sroka – wielorybica (odc. 14)
- Zbigniew Kozłowski –
  - wielki wrak statku (odc. 14),
  - traktor (odc. 15),
  - marchewka (odc. 19),
  - podnośnik (odc. 20),
  - młot (odc. 21),
  - kran (odc. 22),
  - śmigłowiec ratunkowy (odc. 23),
  - stetoskop (odc. 24),
  - kran (odc. 25),
  - piekarnik (odc. 25)
- Wojciech Paszkowski – kogut (odc. 15)
- Maksymilian Bogumił –
  - słońce (odc. 15),
  - kaczka #1 (odc. 15),
  - piankowy palec (odc. 16),
  - tablica z sygnalizacją (odc. 17),
  - osioł (odc. 19),
  - góra (odc. 20),
  - domek (odc. 21),
  - ciężarówka (odc. 22),
  - konewka (odc. 22),
  - człowiek śniegu (odc. 23),
  - szczypce (odc. 24),
  - mikser (odc. 25)
- Ewa Kania –
  - latarnia morska (odc. 16),
  - kość dinozaura (odc. 31)
- Jarosław Domin –
  - auto (odc. 17),
  - lewa skarpetka (odc. 27),
  - pitching wedge (odc. 29)
- Mieczysław Morański – wóz strażacki (odc. 20)
- Joanna Węgrzynowska – koparka (odc. 21)
- Mirosław Guzowski –
  - żonkil (odc. 22),
  - deskorolka (odc. 35),
  - pojemnik na śmieci (odc. 44)
- Zbigniew Konopka – góra (odc. 23)
- Przemysław Wyszyński – goryl (odc. 24)
- Józef Pawłowski – tygrys (odc. 24)
- Katarzyna Kozak – ciasto (odc. 25)
- Ewa Serwa –
  - prawa skarpetka (odc. 27),
  - piłeczka golfowa (odc. 29)
- Marek Bocianiak – komiks (odc. 28)
- Artur Pontek – kontenerowiec (odc. 28)
- Wojciech Chorąży –
  - wózek golfowy (odc. 29),
  - autobus (odc. 32),
  - rakieta tenisowa #2 (odc. 34),
  - pasta do zębów (odc. 39),
  - jednorożec (odc. 40),
  - łódka (odc. 42),
  - domek #2 (odc. 44)
- Mirosława Nyckowska –
  - furgonetka lodziarza (odc. 30),
  - potwór z Loch Ness (odc. 42)
- Marta Markowicz –
  - krem przeciwsłoneczny (odc. 30),
  - drukarka (odc. 42)
- Mirosław Wieprzewski –
  - materac (odc. 30),
  - kula do kręgli (odc. 52)
- Cezary Nowak –
  - brontozaur (odc. 31),
  - niedźwiedź (odc. 43)
- Tomasz Jarosz –
  - ankylozaur (odc. 31),
  - rakieta tenisowa #4 (odc. 34),
  - ruiny starego zamku (odc. 42),
  - domek #1 (odc. 44)
- Beata Jankowska-Tzimas –
  - holownik (odc. 32),
  - gąsienica (odc. 51)
- Andrzej Arciszewski –
  - rakieta tenisowa (odc. 34),
  - Król Ząb (odc. 39)
- Robert Tondera – kociołek (odc. 37)
- Tomasz Jarosz – złoty ząb (odc. 39)
- Agata Gawrońska-Bauman – gąbka (odc. 46)
- Elżbieta Futera-Jędrzejewska – klacz (odc. 47)
- Zbigniew Suszyński – but do biegania #1 (odc. 49)

i inni
Lektor tyłówki: Barbara Kałużna